# 현대 N
현대 N는 현대자동차의 고성능 브랜드이며, 흔히 현대 N 브랜드라고도 불린다.

## 개요
현대자동차 최초의 고성능 브랜드인 'N'은 글로벌 R&D센터가 위치한 ‘남양’(Namyang)과 주행성능 테스트센터가 있는 ‘뉘르부르크링’(Nürburgring)의 영문 머릿글자를 따왔으며, 로고는 레이스 트랙 레이아웃 중에서 차량의 제동-회전-가속의 균형 잡힌 성능이 판가름 나는 N자로 꺾인 시케인 코너를 의미한다. 또한, 곡선로 주행에서 짜릿함이 넘치는 운전의 재미를 선사하겠다는 의지를 담고 있다.
모터스포츠 활동을 통한 기술 축적의 결과물을 양산되는 모델에 반영시키면서, 대중적으로 접근하기 쉬운 가격에 고성능 차량을 제공함을 목표로 삼고 있다. 양산차를 기반으로 경주차를 개발하고 레이스를 치르며 쌓은 기술력을 양산차에 다시 반영하는 기술 내재화 과정을 통해 양산차의 완성도를 높이는 것을 목표로 하고 있다.
현대 N은 2015년 BMW M의 총괄 개발 책임자였던 알버트 비어만(Albert Biermann)을 영입하여 고성능차 개발 담당 부사장으로 임명함으로서 브랜드의 정의를 갖춘 후 모터스포츠 활동을 통해 고성능 차량이 갖춰야 할 기초적인 데이터를 습득하여 고성능 차량 개발에 착수하기 시작했다.
2018년에는 BMW M의 북남미 총괄임원이던 토마스 쉬미에라를 N 브랜드 전담 부서와 모터스포츠 전담 부사장으로 임명하여 N 브랜드의 고성능 차량의 이미지 향상 및 대외적인 모터스포츠 활동을 적극적으로 진행하고 있다.
현대자동차의 N 브랜드는 차량의 성능을 나타내는 수치(RPM)가 아닌 사용자의 가슴(BPM)을 뛰게 한다는 감성적인 측면으로 접근하여 일상적인 주행부터 극한의 주행까지 짜릿함을 선사하겠다는 목표를 전면에 내세우고 있다. 이와 더불어 일반적인 소비자에게도 접근하기 쉬운 가격을 유지함과 동시에 고성능차임에도 조작이 어렵지 않도록 함으로서 '고성능차의 대중화'를 상품기획 및 판매, 마케팅에서 강조하고 있기도 하다.
N 브랜드의 차량은 크게 모터스포츠, 헤일로 카, 고성능 N 모델, N Line 모델 그리고 일반 모델로 구분되고 있다.

## 현대 N Brand 3-DNA
- Corner Rascal (코너링 악동)

코너를 열정적이고 안정감 있게 돌아 나가는 순간에 느끼는 짜릿함은 운전을 즐기는 이라면 누구나 반가워 하는 부분으로서 현대 N 모델은 이러한 부분을 차량 개발의 중요 부분으로 고려하여 N 모델에 적극적인 코너링 성능 향상 및 질감을 강화하는 부품들을 대거 적용하고 있다. N-코너 카빙 디퍼렌셜(e-LSD), R-MDPS 전동 파워스티어링, N 모델에 적용하는 전용의 스포츠 버킷 시트와 같은 부분들은 N 모델에 흐르는 공통적인 Corner Rascal(코너링 악동) 성향을 위해 공통적으로 적용되는 부분이기도 하다.
- Everyday Sports Car (일상의 스포츠카)

알버트 비어만 사장은 N 모델에 대해 ‘기존 고성능 모델 마니아만이 만족하는 자동차가 아니라 더 많은 사람을 매료시키는 고성능 모델’을 추구하고 있다고 밝힌 바 있다. 출력보다 응답성을 중요시하고 다양한 운전 환경에 유연하게 대응할 수 있는 능력을 갖추는 것을 최우선 명제로 삼은 N 모델들은 N-그린 컨트롤 시스템(N-Grin Control), 레브 매칭(Rev Matching), 후연소 사운드(Pop & Bang Sound)등으로 대표 되는 기술들을 통하여 일상의 스포츠카라는 명제를 달성하고 있다.
- Race Track Capability (레이스 트랙 주행 능력)

N 모델의 마지막 속성인 이 부분은 레이스 트랙을 주행함에 있어서 별도의 비용을 투자하여 차량을 보강하거나 셋팅하지 않아도 될 만큼의 성능을 갖춘다는 점과 트랙을 주행한 후 차량에 값비싼 수리비나 유지 비용을 치르지 않아도 될 것이라는 두 가지 부분이 N 모델을 한층 더 매력적인 트랙 데이  레이서로 받아들여지게 해준다. 문자 그대로 전시장에서 옮겨온 상태 그대로 트랙을 달릴 수 있는 자동차, 그것이 N 모델의 핵심이라고 할 수 있다.

## N 브랜드 런칭 이전의 역사
현대자동차의 고성능 자동차의 시초는 1989년 도쿄 모터쇼에서 발표한 'SLC'(Sport Looking Car)에서 시작된다. 일반 모델을 기반으로 성능을 강화 시킨 모델의 시작은 엑셀을 기반으로 제작된 스쿠프를 시초로 볼 수 있다. 브랜드 최초의 독자 개발 엔진인 알파 엔진에 터보차져를 장착하여 출력을 증강시키고 상위 모델인 쏘나타에서 사용하던 변속기를 가져와 장착함과 동시에 가속시 발생되는 토크 스티어를 억제하기 위한 이너 샤프트 타입의 드라이브 샤프트를 채용하는 등의 성능 강화형 고성능차를 만드는 시작점이 되었다.
이후 준중형차 아반떼를 기반으로 만들어진 티뷰론은 두번째 독자개발 엔진이 되는 베타 엔진을 가져다가 스포츠 튜닝을 가미하고, 적극적인 스포츠 드라이빙을 지원하기 위한 부수적인 장비를 적극적으로 도입했다, 포르쉐와 공동으로 개발한 쇼크업소버를 비롯하여 모체가 되는 아반떼보다 적극적인 가속을 지원하기 위한 가속형 기어비 설정, 고속에서의 안정적인 주행을 위한 에어로다이나믹 부품들이 다양하게 사용되었다.
티뷰론의 후속으로 등장한 투스카니에서는 모체가 되는 아반떼의 플랫폼 변경에 따른 신규 플랫폼이 적용되었다. 차체의 비틀림 강성이 대폭 향상됨과 동시에 V형 6기통 엔진 모델이 최초로 등장했으며, 한국산 자동차 최초로 6단 수동변속기가 적용된 트림이 등장했다.(2.7 ELISA, 2.0 GTS-Ⅱ) SACHS제조의 쇼크업소버가 적용되었고, 한국산 자동차 최초로 경량 휠이 적용되었으며 타공을 추가하여 열 방출에 용이한 디스크 브레이크를 최초로 적용하여 주행 질감을 향상시키고 늘어난 출력에 대응했다.
투스카니의 생산 종료 이후 등장한 브랜드 최초의 후륜구동 쿠페인 제네시스 쿠페에 이르러서는 모체가 되는 플랫폼이 준중형 플랫폼에서 대형 플랫폼으로 대폭 변경되었다. 성능면에서도 스쿠프 터보 이후에 오랜만에 사용되는 직렬4기통 터보차져 엔진과 V형 6기통 3.8ℓ 엔진을 적용하였으며, 이중 V6 3.8ℓ 모델은 한국산 스포츠 모델 최초로 300마력의 벽을 넘어서는 303ps의 출력을 발휘했다. 제네시스 쿠페에서는 스포츠 모델중에선 최초로 주행시 가해지는 토크를 감지하여 동작하는 차동 제한 장치(LSD)가 적용되었고, 이탈리아의 고성능 브레이크 시스템 업체인 브렘보의 4-피스톤 캘리퍼를 적용할 수 있었다.
제네시스 쿠페 이후의 현대자동차는 2012 파리모터쇼에서 WRC(세계 랠리 선수권 대회)의 재 진출을 선언했다. 과거 현대 베르나를 기반으로 하는 월드랠리카(WR-Car)가 참가한 적이 있었으나 자체적으로 월드 랠리팀을 발족시켜 WRC 무대에 참가하는 것은 최초의 시도였다. WRC의 재 진출은 N 브랜드의 차량을 제작함에 있어서 고성능 모델의 부품 및 기능을 사전에 연구하며 검증한다는 테스트 베드의 성격을 띄고 있다고 볼 수 있다.

## N 브랜드 런칭 이후의 역사
2013년 12월 10일, N 브랜드 출범과 더불어 선행 활동이라 할 수 있는 현대자동차의 WRT(World Rally Team) 런칭 행사가 독일의 현대자동차 유럽법인에서 진행되었다. 그러나 이미 현대자동차는 2012년 현대모터스포츠법인(HMSG)를 2012년에 설립하고 WRC 참가를 선언한 바가 있어서 예정대로의 진행이라고 볼 수 있다. 이와 동시에 이와 동시에 2012년부터 1세대 벨로스터를 모체로 한 고성능 컨셉트카인 RM(Racing Midship)시리즈의 시제차량을 제작하는 것을 시작으로 꾸준하게 고성능 모델에 대한 연구 및 개발을 진행해 오게 된다.
2014년 WRC에 참가할 차량의 디자인 공개 및 팀 구성과 스폰서십을 공개하는 자리에서 최초로 i20 월드랠리카가 공개되었다. 현대자동차 WRT는 2014년 1월 13일 개최된 WRC 1라운드 몬테카를로 랠리에 본격적으로 참가하기 시작했다, 3라운드인 멕시코 랠리에서 처음으로 3위에 오르며 첫 포디엄 피니시를 달성했고, 2014년 8월 14일 9라운드 독일 랠리에서 최초로 우승하며 고성능 모델 개발에 필요한 데이터를 쌓아가기 시작했다.
2015년 9월 15일, 2015 프랑크푸르트 모터쇼에서 슬로건 및 N 브랜드 방향성을 최초 공개했다. 슬로건은 'Ngaged'로, 자동차와 운전자가 혼연일체가 되는 순간이라는 의미를 담았으며, 일상에서도 짜릿한 운전의 재미를 주는 자동차를 개발하고, 고성능 브랜드 N으로 선보일 것으로 밝혔다. 이후 현대 N은 이 날을 N 브랜드의 탄생일로 지정하게 된다.
2017년 7월 13일, N 브랜드 최초의 고성능 모델인 i30 N이 공개되었다. i30 N은 유럽 지역을 공략하는 N 브랜드 모델로서 2.0ℓ 세타 Ⅱ T-GDi 가솔린 엔진을 탑재하여 250마력/275마력(퍼포먼스 패키지)의 출력을 발휘한다, 이외에도 코너링 성능을 향상시키는 전자제어 차동 제한 장치(E-LSD)를 비롯하여 감쇄력을 제어하는 전자제어 서스펜션(ECS)을 시프트 다운시 엔진 회전수 보정을 위한 레브 매칭(Rev Matching)등의 주행 지원 장비를 탑재했다.
2018년 1월 12일, N 브랜드의 두번째 고성능 모델인 벨로스터 N이 공개되었다. 벨로스터 N은 아시아 태평양 및 북미지역을 공략하는 N 브랜드 모델로서 i30 N과 공용으로 사용되는 2.0ℓ 세타 Ⅱ T-GDi 가솔린 엔진을 탑재하여 출력 설정은 i30 N과 동일하며, i30 N에서 적용된 전자제어 차동 제한 장치(E-LSD), 전자제어 서스펜션(ECS), 레브 매칭(Rev Matching)등의 주행 지원 장비도 동일하게 갖추고 있다.
2018년 10월 2일, 프랑스 파리에서 개최되는 2018 파리 모터쇼에서 3세대 i30의 파생모델인 i30 패스트백을 기반으로 하는 i30 패스트백 N이 공개되었다. i30의 5도어 쿠페 버전인 i30 패스트백에 i30 N과 동일한 엔진을 갖추고 패스트백 바디 타입에 맞게 최적화 된 서스펜션, 브레이크 성능을 갖추어 N 모델이 추구하는 고유의 민첩한 움직임과 역동적인 주행 성능을 확보했다.
2018년 11월 28일, 현대 N 페스티벌이 개최됐다. 현대모터스포츠팀 소속 선수들과 트랙 데이, 택시 타임, 현대 드라이빙 아카데미 짐카나 프로그램 등으로 운영됐다. 티에리 누빌, 안드레아스 미켈슨, 다니 소르도 등 현대모터스포츠팀 드라이버 및 코드라이버 11명을 초청했으며, 약 400명의 모터스포츠 및 자동차 마니아들이 모였다.
2019년 12월 30일, N 브랜드의 공식 튜닝 파츠 브랜드인 N Performence Parts (N 퍼포먼스 파츠)를 런칭을 발표했다, 2019년 서울모터쇼에서 발표했던 벨로스터 N 퍼포먼스 컨셉트카를 통하여 N 퍼포먼스 파츠에 대한 출시를 예고한 바 있으며 N 퍼포먼스 파츠는 카본 소재의 스포일러 및 디퓨저등의 외장파츠, 알칸타라 소재를 적용한 스티어링 휠 및 파킹 레버 등의 인테리어 파츠, 모노블록 4피스톤 캘리퍼와 하이브리드 디스크 로터가 적용된 브레이크 시스템 및 19인치 경량휠 등 총 12개의 디자인 및 성능 개선을 추구하는 품목을 출시하기에 이른다. N 퍼포먼스 파츠는 이전까지 현대자동차의 공식 지정 커스터마이징 브랜드이던 TUIX를 대체하는 성격을 가지고 있기도 하다.
2020년 4월 21일, 수동변속기로만 제공되던 벨로스터 N에 최초로 자동화 수동변속기인 듀얼 클러치 변속기(DCT) 모델이 추가되었다, 현대자동차에서 최초로 개발한 8단 DCT를 적용하였다. 이와 동시에 순간적으로 가속을 향상시키는 NGS(N-Grin Shift)와 변속기의 변속 시점과 엔진 회전수를 매칭 시키는 NPS(N-Power Shift) 기능이 추가되었다.
2020년 10월 21일, 유튜브 현대 N Worldwide 채널을 통해 i20 N을 최초로 공개했다, 이전까지 N-Line 모델들에서 사용하던 1.6ℓ 감마Ⅱ T-GDi 엔진을 적용하여 204마력의 출력을 발휘한다, WRC에 참가하며 N 브랜드를 적극적으로 알려왔던 차량인 만큼 N 모델 특유의 성능 강화를 위한 장비들을 준비하여 적용했다, 기본형 모델 대비 차체 강성 증가를 위한 스폿 용접의 추가 및 전용 기어비를 갖춘 스티어링 랙, i30 N과 벨로스터 N에 이미 적용되어 성능 및 효과를 입증한 LSD와 레브 매칭이 동일하게 적용된다.
2021년 4월 27일, 온라인을 통해 현대 N Day 행사가 개최됐다. 새로운 슬로건과 고성능 N 라인업 중 최초의 SUV 모델 코나 N을 공개했다. 슬로건은 Never just drive로, 다변화되는 자동차의 동력원에도 변치 않는 운전의 즐거움을 추구하겠다는 의미를 담았다.
2021년 7월 14일, 7세대 엘란트라(아반떼)를 기반으로 제작된 엘란트라(아반떼) N이 최초로 공개되었다, 코나 N에서 적용한 플랫파워 엔진 시스템을 적용하여 기존의 벨로스터 N 대비 출력이 향상된 280마력 엔진을 탑재하며 벨로스터 N DCT 모델에서 적용했던 NGS의 작동시간을 단축시킴과 더불어 WRC를 통해 체득한 기술인 너클 일체형 드라이브 액슬(IDA, Integrated Drive Axle)을 최초로 적용시켜 가속 중의 출력 손실을 최소화 함과 동시에 경량화 및 횡강성 확대를 통한 성능 개선을 추구했다.
2022년 1월 24일, 현대 N e-페스티벌 글로벌 리그가 개최됐다. 글로벌 리그는 독일, 프랑스, 영국, 미국, 대한민국을 포함한 디지털 모터스포츠가 활성화된 전 세계 주요 13개국에서 참여한다. 1월 24일부터 2월 14일까지 PC기반 레이싱 시뮬레이션 게임 아이레이싱을 통해 예선전이 진행된다. 국가별 상위 2명, 주니어컵 우승자 및 와일드카드 4명 등 30명의 참가자가 본선에 진출한다. 본선은 3월 6일부터 5월 1일까지 총 10라운드로 진행된다. 최종 우승자는 상금과 WRC 현대월드랠리팀 VIP 호스피탈리티 프로그램 초청권이 주어진다.
2022년 7월 15일, N브랜드 롤링랩 차량 RN22e와 N Vision 74를 공개됐다. RN22e는 N브랜드 첫번째 E-GMP 기반 고성능 차량이며, 전동화 N 양산차량에 적용할 선행기술을 시험하고 검증하는 차량이다. 160kW 전륜모터와 270kW 후륜모터가 적용됐고, 4피스톤 모노블록 캘리퍼 및 400mm 구경의 하이브리드 디스크가 적용됐다. N Vision 74는 N브랜드 런칭 시 공개된 수소 고성능 컨셉트를 실체화하고, 포니쿠페 컨셉트 정신을 계승한 수소 하이브리드 고성능 차량이다. 배터리 모터와 수소연료전지를 결합한 하이브리드 시스템으로 개발됐다. 또한 3채널 냉각시스템이 적용됐다.
2024년 3월 29일 N 브랜드 차량 튜닝 전문 온라인 플랫폼인 'N 퍼포먼스 Shop'을 오픈했다. 고성능 튜닝 파츠와 액세서리를 살 수 있다. 

## N 브랜드 모델의 포트폴리오
N 브랜드는 다음과 같은 모델을 제작, 출시하면서 각각의 포지셔닝을 설정하고 있다.
- 모터스포츠(MotorSports) 모델

N 브랜드 그리고 현대자동차의 기술력을 집약시켜 만든 모터스포츠 전용 차량은 모터스포츠 무대에서 경쟁하며 그 활동 중에 확인되는 부품 및 기능의 확인을 통해 더 나은 N 모델 및 현대자동차의 모델을 개발하는 목적으로 활용함과 동시에 브랜드 이미지를 재고하는 측면을 담당하고 있으며 WRC 참가의 i20 WRC와 i30 N TCR, 엘란트라 N TCR등이 이에 해당한다.
- 헤일로카(HaloCar) 모델

레이스카와 고성능 양산 모델인 N 사이에 위치하며 새로운 장르에 도전한다는 목적/도전 정신이 반영되어 '달리는 연구소'라는 부분을 담당하고 있다. 양산 가능성 이외에도 새로운 구조의 자동차(e.g RM시리즈) 제작 및 테스트하며 성능/기능 향상을 목표로 둔다. 이에 해당되는 차량으로는 RM14~RM20e 등이 있다. 2022년 7월 15일에 새로운 롤링랩 시리즈(e.g RN시리즈)를 선보였다. RN22e 차량이 이에 해당한다.
- N 모델

N 모델은 제작에 모태가 되는 베이스 모델을 기반으로 만들어지는 시판용 고성능 버전의 성격을 띄고 있다, 고성능을 지향하되 전용 설계 및 전용 섀시의 차량을 지양함으로서 제작 비용의 효율화를 통한 접근성 높은 소비자 가격을 형성하는 모델이라는 '에볼루션 모델'(Evolution Model)로 만들어지고 있다. i30, 벨로스터, i20, 코나와 엘란트라(아반떼)의 N 모델이 이에 해당한다.
- N Line 모델

N Line 모델은 대중성을 지향하는 시판 모델에 고성능 N 모델의 감성적인 측면을 입히고, 일상적인 주행에서의 주행 질감 향상을 추구하는 모델로서 누구나 편하게 사용하면서도 N 모델에서 강조되는 디자인 및 퍼포먼스를 일부 느낄 수 있는 모델로서 존재하고 있다. 이외에도 N Line 트림이 존재하지 않는 모델에도 N 퍼포먼스 파츠를 공급함으로서 소비자에게 더 다양한 선택지를 제공하는 것을 목표로 하고 있다.

## 모터스포츠 활동
- 뉘르부르크링 24시간 내구레이스 활동기록 (2016~)

WRC(World Rally Championship)과 더불어 현대자동차 그리고 N 브랜드가 직접 참가하고 있는 레이스이다
2016년 5월 26일, 이전까지 현대자동차의 양산차를 사용해서 꾸준히 뉘르부르크링 24시간 내구레이스에 참가했던 독일의 현대자동차 딜러인 '슈만 모터스포츠'와 함께 2세대 i30 3도어 모델을 기반으로 한 현대 N 브랜드의 선행 개발차량으로 2016년 뉘르부르크링 24시간 내구 레이스에 출전했다, N 모델 양산 직전의 파워트레인의 내구성을 검증하는 측면에서 참가했다. 전체 순위 90위, SP3T 클래스 4위의 성적을 보였다.
2017년 4월 24일, i30 N의 최종 프로토 타입 모델이 2017년 뉘르부르크링 24시간 내구 레이스 SP3T 클래스 예선에 출전했다, 24시간을 주행하는 예선에 출전 차량 2대가 모두 완주하며 본선 참가에 자신을 보였다. 아울러 이 레이스부터 현대자동차는 독자적으로 뉘르부르크링 24시간 내구레이스에 참가하기 시작했으며 한국의 남양연구소 소속의 연구원들이 드라이버로 참가했다. 전체적인 차량 개조와 레이스 운용은 WRT(W Racing Team)에서 담당했으며 2대의 i30 N 프로토 타입 모델은 엔트리 92호가 레이스용으로 튜닝되었고, 엔트리 95호는 레이스에 참가하는 기본적인 장비만을 투입시켜 주행하였다.
2017년 5월 24일, i30 N의 최종 프로토 타입 모델 2대가 2017년 뉘르부르크링 24시간 내구 레이스 SP3T 클래스 본선에 출전, 레이스용 튜닝의 92호는 전체순위 50위, SP3T 클래스 4위로 완주했으며, 양산 기반의 기본 개조 차량인 95호는 전체 순위 95위, SP3T 클래스 9위로 완주했다.
2018년 4월 15일, 커스터머 레이스카인 i30 N TCR로 참가한 현대자동차는 뉘르부르크링 24시간 내구 레이스의 예선전에 2대의 i30 N TCR을 투입시켜 참가하여 6시간 예선 레이스를 완주하는데 성공한다.
2018년 5월 13일, 뉘르부르크링 24시간 내구 레이스의 본선에 참가한 2대의 i30 N TCR은 엔트리 831호가 종합순위 35위, TCR 클래스 2위로 완주했고, 엔트리 830호가 종합순위 58위, TCR 클래스 4위로 레이스를 완주하는데 성공했다. 총 150대의 차량이 출주하여 106대만이 완주한 이 레이스에서 i30 N TCR은 TCR 클래스 2위, 4위의 성적으로 레이스를 마무리 지었다.
2019년 1월 14일, 현대자동차 북미법인(HMA)은 2019 디트로이트 모터쇼에서 벨로스터 N TCR을 세계 최초로 공개했다.
2019년 6월 24일, 참가 4년 차를 맞이하는 뉘르부르크링 24시간 내구 레이스에 현대자동차 모터스포츠는 벨로스터 N TCR, i30 N TCR과 i30 패스트백 N(V2T클래스)을 모두 참가시켜 완주하는데 성공했다, 이 대회에 첫 출전한 벨로스터 N TCR은 종합순위 45위, TCR 클래스 2위에 오르며 성능을 입증했고 양산차를 기반으로 최소한의 개조가 이루어진 i30 Fastback N은 엥슬러 모터스포츠에서 참가하였으며 전체 순위 96위, V2T 클래스 3위의 성적으로 완주했다. 같은 기간동안 뉘르부크르링 GP코스에서 개최된 WTCR 5전 독일 대회에서 i30 N TCR이 결승1에서 1위, 결승2에서 3위에 올랐다.
2020년 9월 28일, 코로나 바이러스 감염증-19로 인하여 무관중으로 진행된 2020 뉘르부르크링 24시 내구레이스에 벨로스터 N TCR, i30 패스트백 N, i30 N TCR을 출전시킨 현대자동차는 종합 순위 23위(벨로스터 N TCR), 50위(i30 패스트백 N), 51위(i30 N TCR)로 완주하는데에 성공했다. 경기 도중 내린 비로 인해 8시간 동안 중단되기도 했던 이 대회에서 역대 최고의 종합 순위를 기록했다.
2021년 6월 7일, 6년 연속으로 도전하는 뉘르부르크링 24시간 내구레이스에서 출전한 전 차량이 모두 완주함과 동시에 클래스를 석권하며 다시 한번 N 브랜드의 저력을 과시했다. TCR 클래스에 엘란트라 N TCR, i30 N TCR이 참가하고 SP2T 클래스에 i20 N 이 참가한 이 대회에서 엘란트라 N TCR은 전체 순위 32위, TCR 클래스 1위. i30 N TCR은 전체 순위 33위, TCR 클래스 2위의 성적을 거두었고 i20 N은 전체 순위 89위, SP2T 클래스 1위를 차지하며 참가 6년만에 클래스 우승 타이틀을 획득하게 되었다.
- WorldSBK(FIM Superbike World Championship) 지원

2018년부터 현대 N 브랜드는 모토GP와 더불어 모터사이클 대회의 양대산맥이라는 WorldSBK 대회에 세이프티 카와 메디컬 카를 포함한 각종 서포트 차량을 공급하고 있다. WRC 랠리카에서 차용한 리버리와 데칼, 세이프티 카 역할에 필요한 경광등을 장착했으며 차량의 색상은 현대 N 브랜드의 상징인 퍼포먼스 블루 컬러로 구성되어 있다. 세이프티 카에 탑승하는 드라이버의 슈트에도 퍼포먼스 블루 컬러를 입힌 슈트를 착용하고 탑승한다는 점으로서 N 브랜드의 아이덴티티를 강하게 드러내는 부분이기도 하다.
이외에도 N-spired Rider Aword를 통하여 선정된 라이더에게는 i30 Fastback N 을 지급하고 있다. N-spired Rider는 경기 출발 그리드 정렬 순서에서 최종 피니시 성적을 뺀 숫자를 포인트로 더해 선정한다. 단순히 레이스의 성적이 아니라 경기 중 얼마나 발전(추월)해서 영감을 주었는가를 선정 기준으로 삼고 있는데 N 브랜드의 컨셉과 같도록 한다는 점이 특징이기도 하다.
또한 레이스가 개최되는 트랙 주변과 트랙에서 현대 N 모델의 시승이 가능한 프로그램을 운영하고 있기도 하다.
- Driving Experience

대한민국의 인제 스피디움 과 독일 뉘르부르크링(Nurburgring), 빌스터 베르크(Bilster Berg)에서 열리고 있는 운전 체험 프로그램으로서 정확한 조작을 통해 더욱 안전한 운전을 가능하게 하는 교육에서 출발하여 실전 모터스포츠에서 활용이 가능한 테크닉 등을 알려주는 것이 특징이라고 할 수 있다. 참가자가 직접 자신이 참가하고자 하는 프로그램과 탑승하고자 하는 차량을 선택할 수 있으며, 이에 따른 교육 이수를 통해 더 높은 수준의 교육 프로그램에 도전할 수 있는 레벨 시스템을 갖추고 있다.
독일이 경우 뉘르부르크링에서 i30 N을 동승 체험 해 볼 수 있는 i30 N 택시 프로그램을 진행하고 있으며, 한국에서도 인제 스피디움 서킷에서 벨로스터 N을 동승 체험 해 보는 N-택시 프로그램을 진행하고 있다. 2021년부터는 이탈리아의 몬자 서킷(Autodromo Nazionale di Monza), 오스트리아의 레드불 링(Red Bull Ring)에서도 드라이빙 익스피리언스 프로그램이 진행되고 있다.

## 사건 사고
2021년 4월 17일 코나 N 공개 및 신규 슬로건 (Never Just Drive) 발표 행사인 N Day 영상에서 피자 배달용으로 연출 된 피아트의 판다가 고장나 멈춰서자 피자를 배달하던 운전자가 코나 N으로 옮겨타는 장면을 이탈리아 언론을 통해 비난을 받았다. 굳이 필요하지 않은 장면에서 이탈리아의 국민차인 '판다'를 드러낼 필요가 있었는가? 라는 비난이 이어지자 현대 N 브랜드는 현재 업로드 된 영상에서 해당 부분을 삭제했다.

## 관련 차량
MotorSports Competiton Model
- i20 WRC (2014-)
- i20 R5 (2016-2021)
- i30 N TCR (2017-)
- i30 Fastback N WTAC(World Time Attack Challenge) Race Car (2019)
- 벨로스터 N TCR (2019-)
- 엘란트라 N TCR (2021-)
- i20 Rally2 (2021-)

Concept & Halo Car
- N 2025 Vision Gran Turismo
- RM14 (based Veloster FS)
- RM15 (based Veloster FS)
- RM16 (based Veloster FS)
- RM19 (based Veloster JS)
- RM20e (based Veloster JS-Electrification Version)
- RN30 (based i30-PD)
- i-max N (based Grand Starex/i-max)
- MR23T (based Veloster JS)
- NPX1 (based IONIQ 5 N)
- RN24

N-Model
- i30 N (2017-)
- 벨로스터 N (2018-)
- i30 Fastback N (2018-)
- i20 N (2020-)
- 코나 N (2021-)
- 엘란트라(아반떼) N (2021-)

N Line Model
- i30 N Line (2018-)
- i30 Fastback N Line (2019-)
- i20 N Line (2020-)
- 엘란트라(아반떼) N Line(2020-)
- 쏘나타 N Line (2021-)
- 코나 N Line (2021-)
- 투싼 N Line (2021-)
- i10 N Line (2020-)

## 슬로건
- 2013년 - Born in Namyang, honed at Nürburgring
- 2015년 - 엔게이지드(Ngaged)  자동차와 운전자가 혼연일체가 되는 순간
- 2017년 - Feel the feeling  감성을 만족시킬 수 있는 고성능차 개발
- 2021년 - 네버 저스트 드라이브 (Never just drive)  다변화되는 자동차의 동력원에도 변치 않는 운전의 즐거움

## 같이 보기
- 현대자동차
- N DECODE
- i30 N
- 코나 N
- N 2025 비전 그란 투리스모